# Seven Devils
Seven Devils is een plaats (town) in de Amerikaanse staat North Carolina, en valt bestuurlijk gezien onder Avery County en Watauga County.

## Demografie
Bij de volkstelling in 2000 werd het aantal inwoners vastgesteld op 129.
In 2006 is het aantal inwoners door het United States Census Bureau geschat op 155, een stijging van 26 (20,2%).

## Geografie
Volgens het United States Census Bureau beslaat de plaats een oppervlakte van
5,3 km², geheel bestaande uit land.

## Plaatsen in de nabije omgeving
De onderstaande figuur toont nabijgelegen plaatsen in een straal van 16 km rond Seven Devils.